# إذا تعتقد أنك تستطيع الرقص (برنامج)
إذا تعتقد أنك تستطيع الرقص (So You Think You Can Dance) هو برنامج تلفزيوني أمريكي للرقص ومن برامج الواقع تبثه في الولايات المتحدة شبكة فوكس التلفزيونية، وتبثه مترجما إلى العربية في منطقة الشرق الأوسط وشمال أفريقيا قناة إم بي سي 4. بدأ عرض سلسلة البرنامج منذ 20 يوليو 2005 مقسما إلى 9 مواسم حتى الآن

## فكرة البرنامج
فكرة البرنامج هي اختيار مجموعة من الراقصين يتنافسون في عرض مواهبهم في الرقص ثم استبعاد من يعتقد حكام البرنامج أنه صاحب الأداء الأسوأ، تدريجيا إلى أن يبقى راقص واحد يفوز بجائزة ويحصل على لقب «راقص أمريكا المفضل».
في البداية تكون هناك جولة أولية للحكّام في مختلف الولايات الأمريكية يختارون خلالها 50 راقصا للذهاب إلى لاس فيغاس للقيام بمنافسة أولى ثم يتم ترشيح عدد معين منهم للاشتراك في البرنامج.

## نسخ البرنامج حول العالم
بسبب النجاح الكبير الذي حظي فيه البرنامج فقد تم إنجاز عدد كبير من النسخ منه حول العالم..
| Country               | Name                                   | Host                                                     | Channel                                                                     | First Premiere                   | Seasons |
| --------------------- | -------------------------------------- | -------------------------------------------------------- | --------------------------------------------------------------------------- | -------------------------------- | ------- |
| أستراليا              | So You Think You Can Dance Australia   | Natalie Bassingthwaighte                                 | شبكة تن                                                                     | February 8, 2008                 | 3       |
| Belgium & Netherlands | So You Think You Can Dance             | An Lemmens & Dennis Weening                              | vtm RTL5                                                                    | September 1, 2009                | 3       |
| كندا (بالإنجليزية)    | So You Think You Can Dance Canada      | ليا ميلر                                                 | CTV                                                                         | September 11, 2008               | 4       |
| الدنمارك              | Kan Du Danse?                          | Thomas Mygind & Anne Katrine Skole                       | TV3                                                                         | July 20, 2005                    | 2       |
| فنلندا                | Dance Suomi                            |                                                          | Nelonen                                                                     | September 19, 2010               | 1       |
| اليونان               | So You Think You Can Dance             | فيكي كايا                                                | قناة ميغا ‏                                                                  | February 1, 2007                 | 2       |
| الهند                 | سو يو ثينك يو كان دانس                 | كات ديلي                                                 | AXN                                                                         | May 2, 2011                      | 8       |
| إسرائيل               | נולד לרקוד Nolad Lirkod                | Zvika Hadar                                              | القناة الثانية الإسرائيلية                                                  | 2009                             | 1       |
| ليتوانيا              | Tu gali šokti                          | Mindaugas Meškauskas                                     | TV3                                                                         | April 11, 2010                   | 1       |
| ماليزيا               | So You Think You Can Dance             | Juliana Ibrahim & Jehan Miski Aishah Sinclair (series 2) | 8TV                                                                         | April 5, 2007                    | 2       |
| هولندا                | So You Think You Can Dance             | ايلزيو اراوجو دي ميلو باتيستا ‏                           | RTL 5                                                                       | September 4, 2008                | 1       |
| النرويج               | Dansefeber                             | Kjetil Tefke Henriette Lien                              | TV3                                                                         | 2006                             | 2       |
| بولندا                | You Can Dance: Po prostu tańcz!        | Kinga Rusin (series 1-5) Patricia Kazadi (series 6)      | TVN                                                                         | September 10, 2007               | 6       |
| البرتغال              | Achas Que Sabes Dançar                 | João Manzarra                                            | RTP1                                                                        | May 30, 2010                     | 1       |
| Scandinavia           | So You Think You Can Dance Scandinavia | Henriette Lien Kicki Berg Vicki Jo                       | TVNorge (Norway) Kanal 5 ‏ (Sweden) Kanal 5 ‏ (Denmark)                       | February 28, 2008 March 13, 2008 | 1       |
| جنوب أفريقيا          | So You Think You Can Dance             | Sade Giliberti                                           | SABC 1                                                                      | February 7, 2009                 | 2       |
| تركيا                 | Dans Eder misin?                       | Güzide Duran                                             | كانال دي(series 1-3) فوكس (تركيا)(series 4) أي تي في (قناة تركية)(series 5) | 2007                             | 5       |
| تركيا                 | Huysuz'la Dans Eder misin?             | Seyfi Dursunoğlu                                         | شو تي في                                                                    | July 6, 2011                     | 1       |
| المملكة المتحدة       | So You Think You Can Dance             | كات ديلي                                                 | بي بي سي وان                                                                | January 2, 2010                  | 2       |
| الولايات المتحدة      | سو يو ثينك يو كان دانس                 | لورين سانشيز (2005) كات ديلي (2006–present)              | شبكة فوكس التلفزيونية                                                       | July 20 2005                     | 8       |

## الموسم الأول
عرضت آخر حلقة منه في الولايات المتحدة في 5 أكتوبر 2005، والجائزة كانت 100,000 دولار أمريكي وشقة سكنية في مدينة نيويورك، فاز بها نيك لازاريني (بالإنجليزية: Nick Lazzarini)‏. هذا الموسم كان من تقديم الأمريكية لورين سانشيز.

## الموسم الثاني
انتهى عرضة في الولايات المتحدة في 16 أغسطس 2006 وكان من تقديم المذيعة البريطانية كات ديلي. الجائزة كانت 100,000 دولار أمريكي وسيارة وعقد للمشاركة في برنامج A New Day... الذي تقدمه سيلين ديون. فاز بالجائزة بينجي شويمر (بالإنجليزية: Benji Schwimmer)‏.

## الموسم الثالث
هذا الموسم كان أيضا من تقديم كات ديلي، وانتهى في 16 أغسطس 2007 بفوز سيبرا جونسون (بالإنجليزية: Sabra Johnson)‏ بجائزة 250,000 دولار أمريكي.

## الموسم الرابع
مع حدوث الكثير من المفاجآت فيه كأن يجتمع راقصا هيب هوب مع بعضهما ويقوما برقصة هيب هوب دخلت تاريخ البرنامج «تويتش وكمفرت»
وعودة كمفرت بعد خروجها من البرنامج بسبب اصابة إحدى المتشاركات!
وانتهى 16 أغسطس بفوز جوشوا الساحق على تويتش

## الموسم الخامس
انتهى الموسم الخامس بفوز Jeanine Mason بجائزة 250,000 دولار أمريكي والفرصة للظهور في غلاف عدد نوفمبر 2009 لمجلة Dance Spirit Magazine

## الموسم السادس
في الموسم السادس نجح Russell Ferguson بالفوز بجائزة 250,000 دولار أمريكي وفي المركز الثاني Jakob Karr.

## الموسم السابع
بدأ الموسم السابع في يناير 2010,18 وانتهى بفوز Lauren Frodermanبجائزة $250,000 دولار أمريكي، والظهور في غلاف مجلة Dance Spirit

## الموسم الثامن
في الموسم الثامن نجحت الفراشة Melanie Mooreبلفوز وفي المركز الثاني Sasha Mallory (للمرة الأولى في البرنامج تنجح فتاتان بالفوز في المركز الأول والثاني)

## الموسم التاسع
بدأ الموسم التاسع في مايو 2012,24 , واعلن [[Nigel Lythgoeانه سيكون هناك فائزان لهذا الموسم:ذكر وانثى، وكان الفوز من نصيب كل من Eliana Girardو Chehon Wespi-Tschopp

## وصلات خارجية
- سو يو ثينك يو كان دانس على موقع IMDb (الإنجليزية)
- سو يو ثينك يو كان دانس على موقع كينوبويسك (الروسية)
- سو يو ثينك يو كان دانس على موقع قاعدة بيانات الفيلم (الإنجليزية)

- صفحة البرنامج في موقع شبكة فوكس